# Game Informer
Game Informer (GI) este o revistă lunară de jurnalism de jocuri video care publică articole, știri, strategii de joc, precum și recenzii pentru jocuri video și console. Din decembrie 2014 se vând peste 6,7 milioane de exemplare lunar, fiind din acest punct de vedere a patra revistă din Statele Unite ca tiraj. Game Informer a debutat în august 1991, când FuncoLand a început să publice o revistă de șase pgini. Este deținută și publicată de GameStop Corp., compania părinte a retailerului cu același nume, care a cumpărat FuncoLand în 2000. Datorită acestui fapt, o mare parte din promovare se face în magazinele proprii.

## Recenzii
Game Informer publică în prezent recenzii pentru jocuri de pe platformele Wii, Wii U, PlayStation 3, PlayStation 4, Xbox One, Xbox 360, PC, Nintendo 3DS și PlayStation Vita. Nota 1 este considerată mai rău decât teribilul, iar nota 10 este acordată jocurilor „remarcabile”, aproape perfecte. Nota șapte este acordată jocurilor „medii”, decente dar cu erori.
Până în prezent, 26 de jocuri au primit nota 10:
| Titlu                                      | Număr           | Note                                                                |
| ------------------------------------------ | --------------- | ------------------------------------------------------------------- |
| Super Mario World                          | octombrie 2000  | Recenzie clasică GI                                                 |
| Tony Hawk's Pro Skater 2                   | noiembrie 2000  |                                                                     |
| Metal Gear Solid 2: Sons of Liberty        | decembrie 2001  |                                                                     |
| Grand Theft Auto: Vice City                | noiembrie 2002  |                                                                     |
| Metroid Fusion                             | ianuarie 2003   |                                                                     |
| The Legend of Zelda: The Wind Waker        | aprilie 2003    |                                                                     |
| Ratchet & Clank: Up Your Arsenal           | noiembrie 2004  |                                                                     |
| Grand Theft Auto: San Andreas              | decembrie 2004  |                                                                     |
| Halo 2                                     | decembrie 2004  |                                                                     |
| Resident Evil 4                            | martie 2005     | pentru GameCube                                                     |
| Resident Evil 4                            | noiembrie 2005  | pentru PS2                                                          |
| God of War                                 | aprilie 2005    |                                                                     |
| The Legend of Zelda: Twilight Princess     | ianuarie 2007   |                                                                     |
| BioShock                                   | septembrie 2007 |                                                                     |
| Call of Duty 4: Modern Warfare             | decembrie 2007  |                                                                     |
| Grand Theft Auto IV                        | aprilie 2008    |                                                                     |
| Metal Gear Solid 4: Guns of the Patriots   | iulie 2008      |                                                                     |
| Uncharted 2: Among Thieves                 | noiembrie 2009  |                                                                     |
| God of War III                             | aprilie 2010    |                                                                     |
| StarCraft II: Wings of Liberty             | octombrie 2010  |                                                                     |
| Batman: Arkham City                        | noiembrie 2011  |                                                                     |
| The Legend of Zelda: Skyward Sword         | decembrie 2011  |                                                                     |
| Mass Effect 3                              | aprilie 2012    |                                                                     |
| BioShock Infinite                          | mai 2013        |                                                                     |
| The Legend of Zelda: A Link Between Worlds | decembrie 2013  |                                                                     |
| The Last of Us Remastered                  | septembrie 2014 | Revista a acordat variantei originale a jocului de pe PS3 nota 9,5. |

Unele jocuri au primit note mai mici de 1 din partea Game Informer: Batman: Dark Tomorrow a primit nota 0.75, Shrek: Fairy Tale Freakdown pentru Game Boy Color 0.5 și Kabuki Warriors tot 0.5. Cea mai mică notă, 0, i-a fost acordată jocului Marky Mark: Make My Video pentru Sega CD.

## Legături externe
- GameInformer.com Arhivat în 7 august 2008, la Wayback Machine.